# Grand Prix de Tennis de Toulouse 1983
Il Grand Prix de Tennis de Toulouse 1983  è stato un torneo di tennis giocato sul cemento indoor. È stata la 2ª edizione del Grand Prix de Tennis de Toulouse, che fa parte del Volvo Grand Prix 1983. Il torneo si è giocato a Tolosa in Francia, dal 21 al 27 novembre 1983.

## Campioni

### Singolare maschile
Heinz Günthardt ha battuto in finale  Pablo Arraya con il punteggio di 6–0, 6–2

### Doppio maschile
Heinz Günthardt /  Pavel Složil hanno battuto in finale  Bernard Mitton /  Butch Walts con il punteggio di 5–7, 7–5, 6–4